# Andrafiabe
Andrafiabe est un village et une commune rurale (Kaominina), du nord de Madagascar, dans la province de Diego-Suarez. La Commune Rurale d’Andrafiabe fait partie du District d'Antsiranana II, Région DIANA au Nord de Madagascar. Ayant une superficie de 145,75 km2 avec un nombre de population de 5 914 habitants, elle se trouve au Sud de la ville d'Antsiranana, sur la route nationale RN6, à 40 km d’Antsiranana 

## Géographie

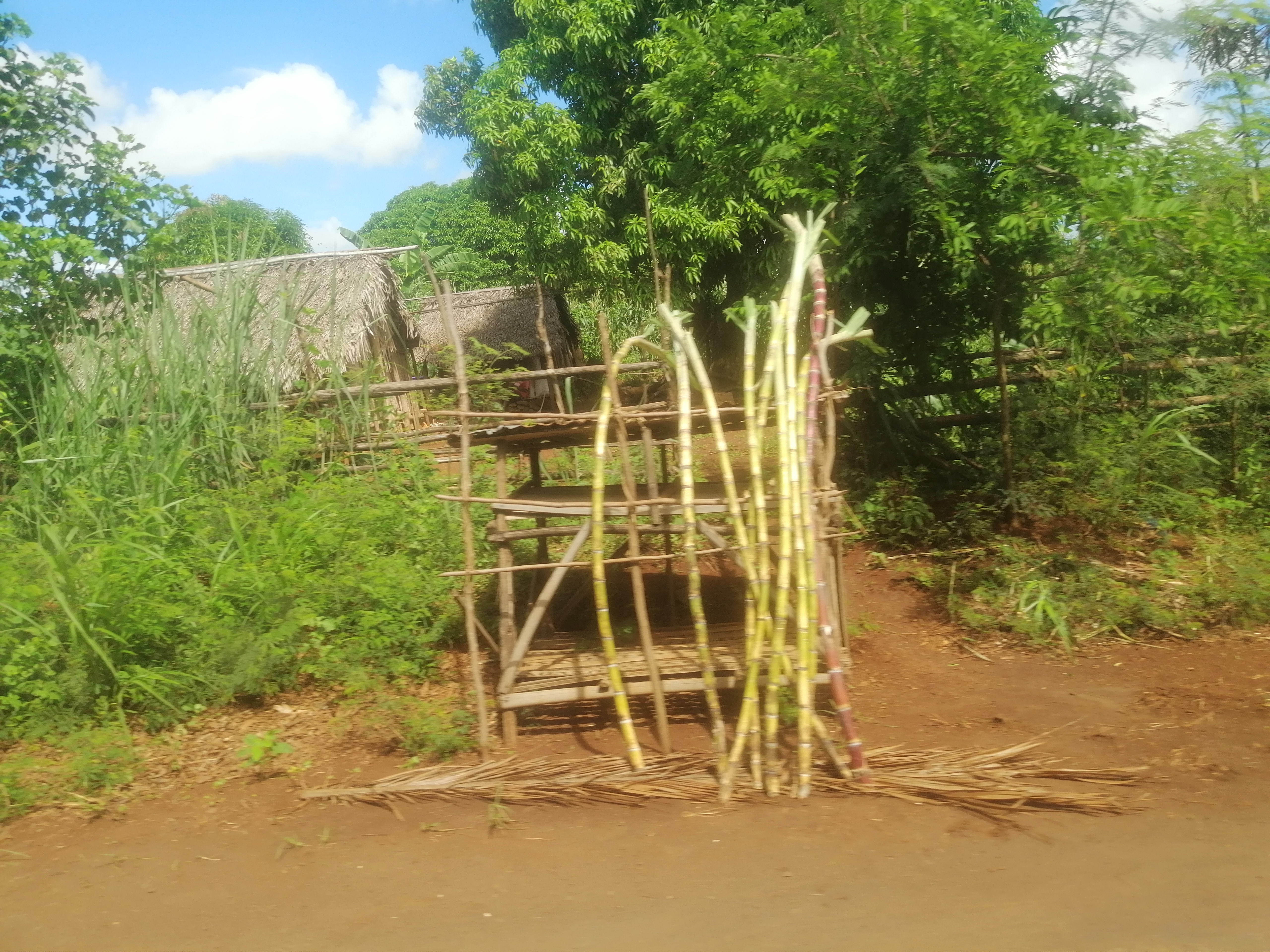
stand de canne à sucre Andrafiabe-Antsiranana II-Madagascar

Andrafiabe se situe à 40Km au Sud d'Antsiranana, sur la Route Nationale 6 entre Diego Suarez et Anivorano Nord . La Commune d’Andrafiabe est entourée des Communes Rurales suivantes :
• Au Nord :la Commune Rurale de Mahavanona
• Au Sud Est : la Commune Rurale d’Ankarongana
• Au Sud : la Commune Rurale de Sadjoavato
• A l’Ouest : la Commune Rurale d’Anketrakabe
• A l’Est : la Commune rurale d’Ambolobozobe et l’Océan Indien

## Histoire
L'origine du nom Andrafiabe vient de la forêt de raphia dense au Nord du village actuelle.

Le village a été créé en 1895 par trois hommes MBARAKA, Toto et Marenina. La commune rurale d'Andrafiabe a été séparée de la commune rurale d'Ambolobozobe en 2009

## Administration
Andrafiabe est une commune rurale du district d'Antsiranana II, située dans la région de Diana, dans la province de Diego-Suarez.
La commune rurale d'Andrafiabe a 07  fokontany : Andrafiabe, Berafia, Mosôro, Sankazo Ambony, Sankazo Ambany, Ankitsakalaninaomby et Mandrosomiadana.

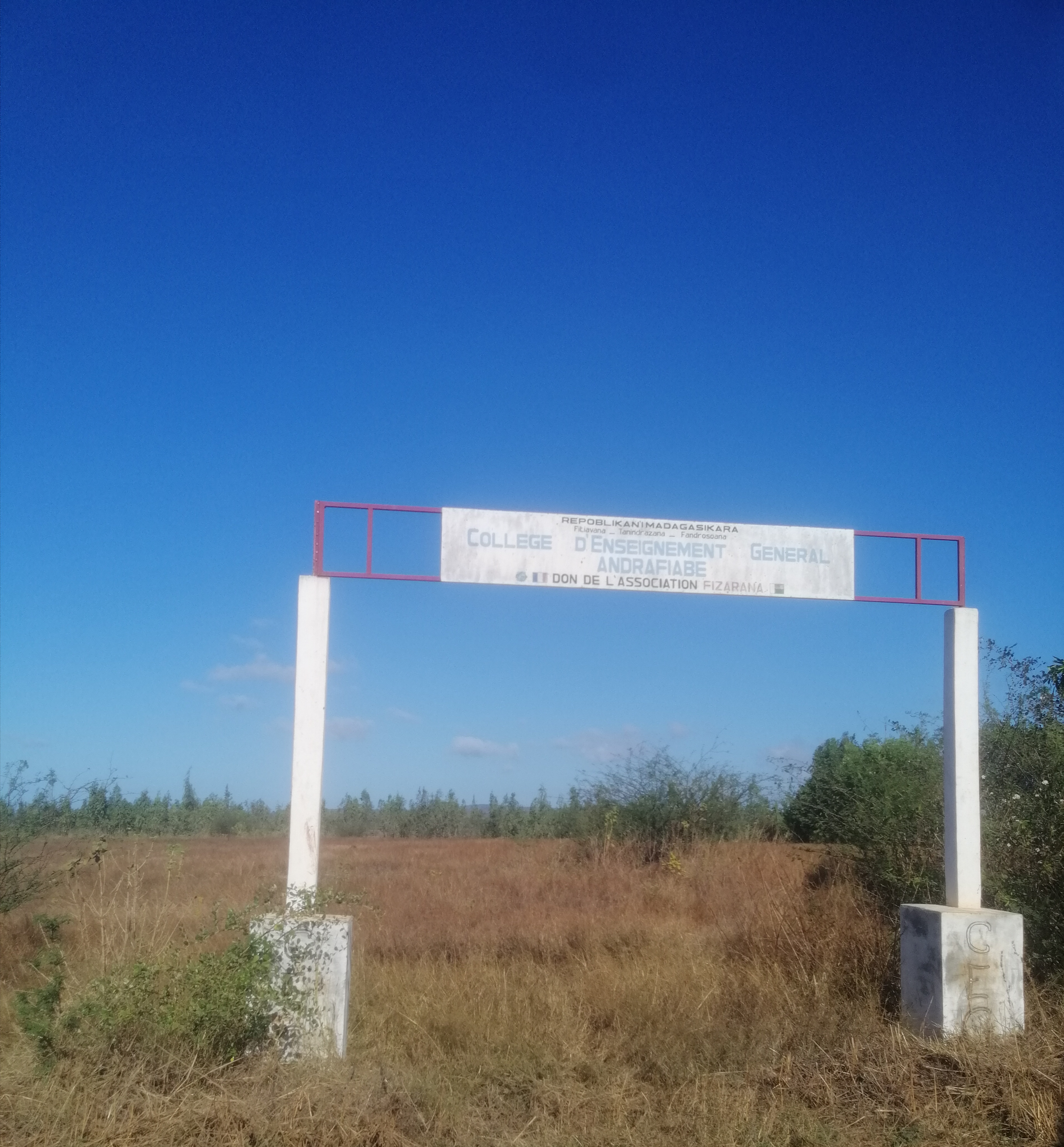
enseigne du CEG Andrafiabe

Andrafiabe possède une école primaire publique (EPP) comme les autres fokontany, un collège d'enseignement général (CEG) qui accueille les élèves des Fokontany voisins.

## Économie
La population est majoritairement rurale. On trouve sur le territoire communal des exploitations de noix de coco et de cannes à sucre, ainsi que des rizières.
A Andrafiabe, il y a une plantation de mangues(depuis l'époque coloniale) qui est une source d'emploi des femmes pendant la saison des mangues.
A part l'agriculture et la commune rurale d'Andrafiabe est connue par ses produits de vanneries comme les paniers(tanty) et les nattes en satrana(tsihy) , les femmes d'Andriafiabe sont des marchandes, elles vendent leurs produits aux villages voisins pendant les jours de tsena(marché) : Lundi à Antsalaka, Mardi à Sadjoavato, Mercredi à Mahavanona, Jeudi à Anketrakabe, Vendredi à Daraina et Samedi Antandrenitelo ou à Antanamitarana.
Le travail très convoité par les hommes est la conduite des taxi brousse (chauffeur).

## Démographie
La population est estimée à 2 080 habitants, en 2001.

## Santé
Bien qu'Andrafiabe est un chef lieu de commune, elle ne dispose pas de centre de santé de base, par contre dans un de ses fokontany, Berafia, il y en a, en plus un centre de traitement de lèpre qui traite et rééduque les malades. Le fokontany Berafia accueille chaque 31janvier de l'année des visites des donateurs et des nombreux dons des bienfaiteurs.